# Starship Troopers: Invasion
Starship Troopers: Invasion este un film SF, de animație, direct-pe-DVD care a avut premiera la 21 iulie 2012 în Japonia. 
Filmul este o continuare directă a filmului lui Paul Verhoeven - Starship Troopers care ignoră povestea din celelalte două filme Starship Troopers 2: Hero of the Federation și Starship Troopers 3: Marauder.
Edward Neumeier și Casper Van Dien sunt producători executivi

## Prezentare
Fort Casey, un avanpost îndepărtat al Federației, este atacat de gândaci. Echipa de pe rapida navă de atac Alesia primește misiunea de a ajuta nava spațială John A. Warden staționată în Fort Casey ca să evacueze supraviețuitorii și să aducă informațiile militare în condiții de siguranță înapoi pe Pământ. Carl Jenkins, în prezent la Ministerul de Război Paranormal, ia nava într-o misiune clandestină înainte de întâlnirea cu Alesia și dispare într-o nebuloasă. Acum, experimentatele trupe de luptă au de-a face cu o misiune de salvare care ar avea consecințe mult mai sinistre decât și-ar fi putut cineva imagina...

## Distribuție
Actori de voce
- Luci Christian - Carmen Ibanez
- David Matranga ca Johnny Rico
- Justin Doran ca Carl Jenkins
- David Wald ca Hero
- Andrew Love ca Bugspray
- Leraldo Anzaldua ca Ratzass
- Sam Roman ca Daugherty
- Emily Neves ca Trig